# Abdelhamid Ben Badis-moskee
De Abdelhamid Ben Badis-moskee (Arabisch: مسجد عبد الحميد بن باديس), is een Algerijnse moskee in Hai Djamel Eddine, ten oosten van de stad Oran, die plaats biedt aan maximaal 25.000 mensen, en heeft een minaret van 104 meter hoog. Het is de grootste moskee in de stad Oran en heel de regio.
Het is vernoemd naar een icoon van de anti-koloniale vrijheidsstrijder Abdelhamid Ben Badis.